# Aethecerus porcellus
Aethecerus porcellus är en stekelart som beskrevs av Holmgren 1890. Aethecerus porcellus ingår i släktet Aethecerus och familjen brokparasitsteklar. Arten är reproducerande i Sverige. Inga underarter finns listade i Catalogue of Life.